# Preci
Preci là một đô thị ở Tỉnh Perugia trong vùng Umbria, cách khoảng 60 km về phía đông nam của Perugia. Tại thời điểm ngày 31 tháng 12 năm 2004, đô thị này có dân số 789 người và diện tích là 81,7 km².
Preci giáp các đô thị: Castelsantangelo sul Nera, Cerreto di Spoleto, Norcia, Visso.